# Sātīleh
Sātīleh (persiska: ساتیله) är en ort i Iran.   Den ligger i provinsen Kurdistan, i den nordvästra delen av landet, 400 km väster om huvudstaden Teheran. Sātīleh ligger 1 515 meter över havet och antalet invånare är 128.
Terrängen runt Sātīleh är huvudsakligen kuperad. Sātīleh ligger nere i en dal.Runt Sātīleh är det ganska tätbefolkat, med 222 invånare per kvadratkilometer. Närmaste större samhälle är Sanandaj, 9,8 km söder om Sātīleh. Trakten runt Sātīleh består i huvudsak av gräsmarker.